# يوجي أوكوما
يُوجِ أُوكوما (باليابانية: 大熊 裕司) (مواليد 19 يناير 1969)، هو لاعب كرة قدم ياباني سابق كان يلعب كلاعب وسط.

## وصلات خارجية
- يوجي أوكوما على موقع رابطة كرة القدم اليابانية للمحترفين (اليابانية)
- يوجي أوكوما على موقع Soccerway.com (الإنجليزية)
- يوجي أوكوما على موقع عالم كرة القدم.نت (الإنجليزية)
- يوجي أوكوما على موقع كووورة